# Flood (허비 행콕의 음반)
| 전문가 평가 | 전문가 평가 |
| 평가 점수   | 평가 점수   |
| 출처        | 점수        |
| ----------- | ----------- |
| Allmusic    | [ 1 ]       |

《Flood》는 미국의 재즈 피아니스트이자 키보디스트인 허비 행콕의 두 번째 라이브 음반이자 열여섯 번째 음반이다. 도쿄에서 라이브로 녹음된, 이 음반은 원래 1975년 일본에서 더블 LP로 독점 발매되었다. 이 곡은 헤드헌터스 밴드가 음반 《Maiden Voyage》 (1번 트랙), 《Head Hunters》 (4번과 6번 트랙), 《Thrust》 (2번, 3번, 5번 트랙) 그리고 《Man-Child》 (7번 트랙)에서 선곡한 곡들을 연주하고 있으며, 후자는 이 콘서트 당시에 아직 두 달이나 남아 있다.

## 배경
《Flood》는 2014년 미국에서 원디드 버드 레이블에 의해 CD가 재발매되기 전까지 모든 형식의 일본 전용 발매로 남아 있었다.
커버 아트는 나카니시 노부유키에 의해 디자인되었다.

## 곡 목록
모든 곡들은 특별한 언급이 없는 한 허비 행콕에 의해 작곡하였다.
| #  | 제목                           | 작사·작곡                        | 재생 시간 |
| -- | ------------------------------ | -------------------------------- | --------- |
| 1. | 〈Introduction/Maiden Voyage〉 |                                  | 7:59      |
| 2. | 〈Actual Proof〉               |                                  | 8:28      |
| 3. | 〈Spank-a-Lee〉                |                                  | 8:47      |
| 4. | 〈Watermelon Man〉             |                                  | 5:50      |
| 5. | 〈Butterfly〉                  | 행콕, 베니 모핀                  | 12:44     |
| 6. | 〈Chameleon〉                  | 행콕, 폴 잭슨, 하비 메이슨, 모핀 | 10:24     |
| 7. | 〈Hang Up Your Hang Ups〉      | 행콕, 잭슨, 와 와 왓슨           | 19:54     |